# موت الحمامة العذبة (رواية)
موت الحمامة العذبة (بالإنجليزية: The Sweet Dove Died)‏ هي رواية للكاتبة الإنجليزية باربرا بيم، نشرت عام 1978، عن دار نشر ماكميلان.